# Marie Charlotte de La Trémoille
Marie Charlotte de La Trémoille (26. ledna 1632, Thouars – 24. srpna 1682, Jena) byla francouzská šlechtična provdaná do saského rodu Wettinů.

## Život
Narodila se v obci Thouars. Byla pátá ze šesti narozených dětí. Její otec se jmenoval Henri de La Trémoille a byl 3. vévoda z Thouars, 2. vévoda La Trémoille. Její matka se jmenovala Marie de La Tour d'Auvergne .
Marie se roku 1662 (když jí bylo 30 let) provdala za prince Bernharda, čtvrtého žijícího syna vévody Viléma Sasko-Výmarského. Svatbu uspořádal sám vévoda Vilém za účelem posílení vztahů rodu Wettinů s francouzským králem Ludvíkem XIV.
Marie se později přestěhovala se svým manželem do německého města Jena. S Bernhardem měli celkem pět dětí, z nichž se jen jedno dožilo dospělosti.
Marie zemřela ve věku 50 let v Jeně, kde byla také pohřbena.